# La condanna del vampiro
La condanna del vampiro (Rises the Night) è il secondo libro della serie L'eredità dei Gardella di Colleen Gleason, pubblicato il 2 giugno 2007 negli Stati Uniti e il 19 marzo 2009 in Italia.

## Trama
È passato un mese dalla morte di Phillip e Victoria pattuglia le città di notte per sfogare la sua rabbia, ma tutti i vampiri hanno abbandonato Londra con Lilith; anche Max è partito per l'Italia. Quando una notte la ragazza quasi uccide uno stupratore, decide di rinunciare alla vis bulla, che torna a indossare un anno dopo, recandosi al Silver Chalice: qui incontra un vampiro e un demone e, dopo averli uccisi, trova per terra una moneta con inciso un cane. Qualche giorno dopo, mentre è a caccia, due uomini cercano di rapinarla, ma viene soccorsa da George Starcasset, un suo corteggiatore e fratello della sua amica Gwendolyn, che la invita nella sua tenuta fuori città al party per l'inizio della stagione di caccia. Durante il suo soggiorno, alla tenuta arriva, accompagnato dallo scrittore John Polidori, anche Sebastian Vioget, che spiega a Victoria che la moneta da lei trovata è un amuleto del Tutela, una società segreta molto antica che protegge i vampiri, fornisce loro umani per nutrirsi e ambisce alla vita immortale. Sebastian deve proteggere Polidori, che è scappato dal Tutela, ma l'uomo viene comunque ucciso durante l'attacco di quattro vampiri; quando Victoria scopre che Nedas, figlio di Lilith e capo del Tutela, si è impossessato dell'Obelisco di Akvan, che permette di evocare e controllare le anime dei morti, parte per Venezia con lo pseudonimo Emmaline Withers per trovare il vampiro e ucciderlo prima che attivi l'Obelisco. Al ricevimento di Lord Byron a Villa Foscarini, Victoria viene contattata dal Conte Alvisi, che l'accompagna a un raduno del Tutela durante il quale la ragazza viene offerta ai vampiri insieme ad altre donne. La Cacciatrice riesce a scappare, scoprendo poi da Sebastian, anche lui a Venezia, che Nedas si trova a Roma: insieme all'uomo, alla zia Eustacia, a Kritanu e ai domestici Verbena e Oliver, Victoria parte per la capitale. Durante un ricevimento dal Conte Regalado, uno dei membri più eminenti del Tutela, Victoria incontra George Starcasset e, con grande sgomento, Max, che non si faceva sentire da quasi un anno: l'uomo si è nel frattempo fidanzato con la figlia di Regalado, Sarafina, e si è unito al Tutela, del quale faceva parte prima di diventare Cacciatore. Saputo che Nedas ha intenzione di attivare l'Obelisco il 2 novembre, Victoria si offre di ucciderlo; mentre attende che arrivi il giorno fatidico, la ragazza fa l'amore con Sebastian, che la rapisce e la tiene segregata per evitare che compia la sua missione. La ragazza, però, riesce a scappare e ad arrivare al teatro dell'Opera, il luogo nel quale verrà attivato l'Obelisco e dove scopre che George Starcasset fa parte del Tutela. Qui assiste alla morte della prozia Eustacia per mano di Max, che è stato costretto da Nedas a dimostrare la propria fedeltà, e viene catturata, ma Max la libera e, durante l'attivazione, distrugge l'Obelisco, mentre la ragazza decapita Nedas. Oppresso dal rimorso, Max consegna la sua vis bulla a Victoria e lascia Roma, mentre la ragazza ottiene il titolo Illa Gardella, che fu precedentemente di Eustacia, diventando così il membro più importante del Consilium, l'istituzione che raduna tutti i Cacciatori.

## Edizioni
- Colleen Gleason, La condanna del vampiro, traduzione di Gianni Pilo, Newton Compton Editori, 2009,  pp. 279, cap. 28 + prologo ed epilogo, ISBN 978-88-541-1411-1.
- Colleen Gleason, I cacciatori di vampiri - La saga completa dei Gardella, Newton Compton Editori, 2012,  p. 1073, ISBN 978-88-541-3706-6.